# انگلیسی به عنوان زبان دوم یا خارجی

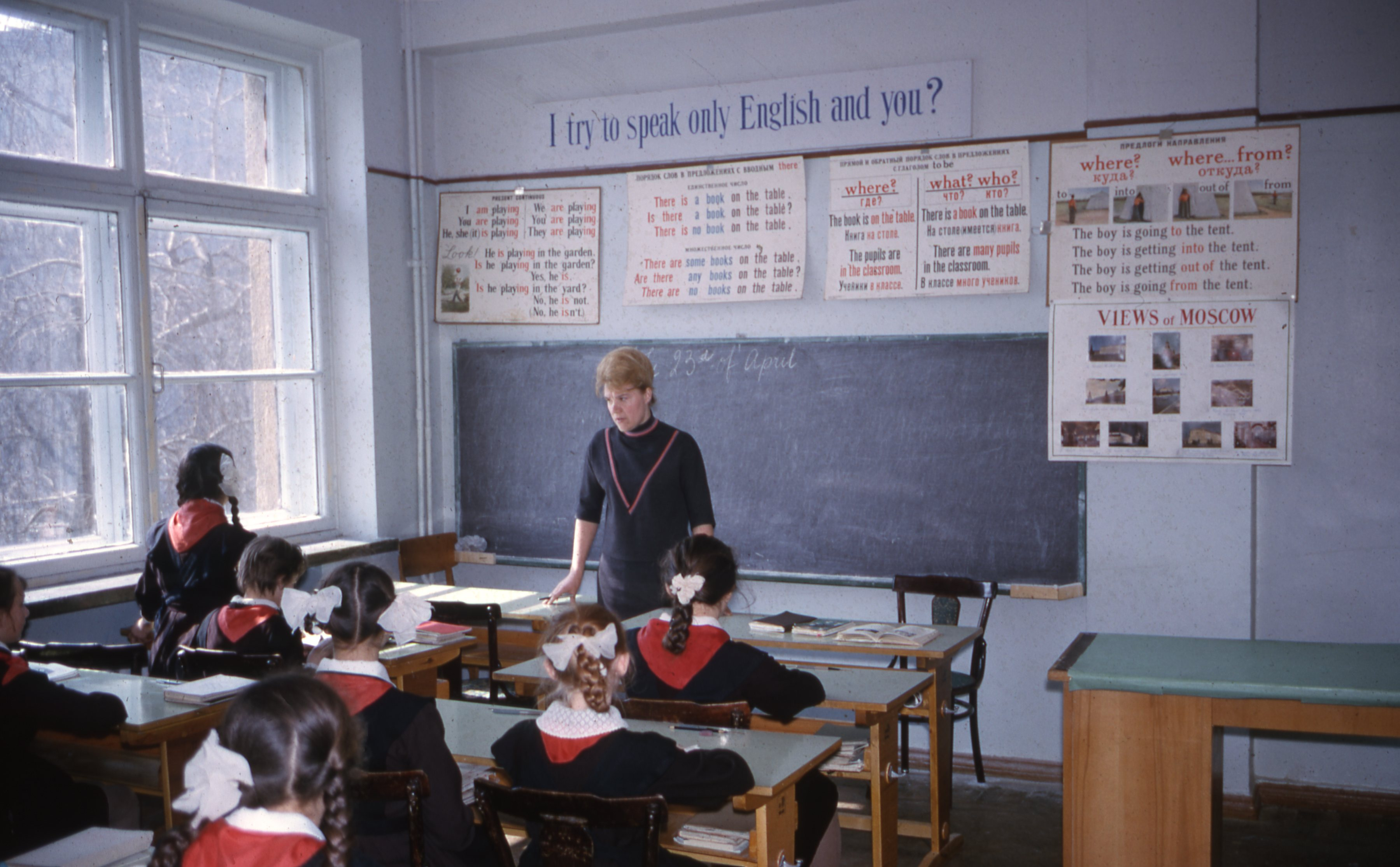
کلاس‌های تدریس انگلیسی در شوروی، مسکو در سال ۱۹۶۴ میلادی

انگلیسی به عنوان زبان دوم یا خارجی (English as a second or foreign language) استفاده از زبان انگلیسی توسط سخنرانان با زبان‌های مادری مختلف است. آموزش زبان برای افرادی که انگلیسی را یادمی‌گیرند ممکن است به عنوان انگلیسی به عنوان زبان دوم (ESL)، انگلیسی به عنوان زبان خارجی (EFL)، انگلیسی به عنوان زبان اضافی (EAL)، انگلیسی به عنوان زبان جدید (ENL) یا انگلیسی برای سخنرانان زبان‌های دیگر (ESOL) شناخته شود. جنبه‌ای که در آن ESL آموزش داده می‌شود به آموزش زبان انگلیسی به عنوان زبان خارجی (TEFL)، آموزش انگلیسی به عنوان زبان دوم (TESL) یا آموزش انگلیسی به سخنرانان سایر زبان‌ها (TESOL) گفته می‌شود. از نظر فنی، TEFL به آموزش زبان انگلیسی در کشوری که انگلیسی زبان رسمی نیست، اشاره دارد، TESL به آموزش زبان انگلیسی به غیر انگلیسی‌زبانان در یک کشور بومی انگلیسی زبان اشاره دارد و TESOL هر دو را پوشش می‌دهد. با این حال، در عمل، هر یک از این اصطلاحات بیشتر به طور کلی در تمام زمینه استفاده می‌شود. TEFL بیشتر در انگلستان و TESL یا TESOL در ایالات متحده استفاده می‌شود.

## آزمون‌ها برای زبان‌آموزان
زبان‌آموزان انگلیسی اغلب مشتاق دریافت گواهی‌نامه هستند و تعدادی از این آزمون‌ها در سطح بین‌المللی شناخته شده‌است:
- آیلتس (سیستم بین‌المللی آزمون زبان انگلیسی) محبوب‌ترین آزمون انگلیسی در جهان برای تحصیلات عالی و مهاجرت که محصول بریتانیا است.[۳][۴]
- تافل (تست انگلیسی به عنوان یک زبان خارجی)، یک محصول خدمات تست آموزشی است که عمدتاً برای موسسات دانشگاهی در ایالات متحده توسعه یافته و مورد استفاده قرار می‌گیرد و اکنون به طور گسترده در موسسات عالی در کانادا، نیوزلند، استرالیا، بریتانیا، ژاپن، کره جنوبی و ایرلند پذیرفته شده‌است.
- iTEP (آزمون بین‌المللی مهارت انگلیسی)، که توسط خدمات آموزشی بوستون توسعه یافته و توسط کالج‌ها و دانشگاه‌هایی مانند سیستم دانشگاه ایالتی کالیفرنیا استفاده می‌شود.
- PTE Academic (تست انگلیسی دانشگاهی پیرسون)، محصول پیرسون
- CaMLA، همکاری بین دانشگاه میشیگان و ارزیابی زبان انگلیسی کمبریج
- TOEIC (تست انگلیسی برای ارتباط بین‌المللی)، یک محصول خدمات تست آموزشی برای انگلیسی تجاری که توسط ۱۰۰۰۰ سازمان در ۱۲۰ کشور استفاده می‌شود.